# Стам, Игорь Михайлович
И́горь Миха́йлович Стам (род. 18 декабря 1983, Калининград) — актёр и режиссёр театра и кино.

## Биография
Игорь Стам родился 18 декабря 1983 года в Калининграде.
Окончил Высшее театральное училище имени М. С. Щепкина (художественные руководители курса В. Бейлис и В. Иванов) в 2005 году.
Работал в театре Ленком с 2005 по 2007 гг., затем в театре РАМТ (Российский Академический Молодёжный театр) с 2008 по 2009 годы.
В настоящее время является актёром и режиссёром московского Театра.doc.
Также участвовал в постановках разных театральных площадок Москвы, таких как «Центр драматургии и режиссуры Казанцева и Рощина», театр «Практика», Театральный центр имени Мейрхольда.

## Личная жизнь
Первая жена — Мария Утробина. От этого брака у актера двое сыновей: Иван и Константин.
Вторая жена с 2019 г. — Мария Златорунская. В этом браке родилась дочь Зоя.

## Призы и награды
- 2018 г., Гран-при (им. Валерия Приемыхова) фестиваля «Амурская осень» (Благовещенск), лучший фильм «Кастинг», режиссёр Игорь Стам. А так же лучшая мужская роль — Романа Фомина, исполнителю главной роли в фильме.
- 2017 г., 4 номинации Национальной премии «Золотая маска», спектаклю «Человек из Подольска» (Театр.doc), совместная постановка с Михаилом Угаровым. В номинациях: «Лучший спектакль малой формы», «Лучшая работа режиссёра», «Лучшая мужская роль», «Лучшая работа драматурга».
- 2011 г., июнь. Лучшая мужская роль. 2-й Международный театральный фестиваль камерных и моноспектаклей «LUDI» (Орловский государственный театр для детей и молодёжи «Свободное пространство», г. Орёл). Роль Бенто Бончева в спектакле Центра драматургии и режиссуры А. Казанцева и М. Рощина «Класс Бенто Бончева» (г. Москва).

## Спектакли и роли
«Ленком»
- «Тартюф» — Дамис
- «Юнона и Авось» — офицер
- «Безумный день, или Женитьба Фигаро» — Педрильо
- «Плач палача» — полицейский

«РАМТ»
- «Приключения Тома Сойера» — Бен Роджерс
- «Алые паруса» — Меннерс мл.

«Центр драматургии и режиссуры»
- «Класс Бенто Бончева» — Бенто

Московский театр.doc
- Спектакль «Актёры», режиссёрская работа Игоря Стама, в спектакле все слова принадлежат актёрам, которые заняты в спектакле
- «Жизнь удалась» — спектакль, лауреат Национальной премии «Золотая маска», постановка Михаила Угарова и Марата Гацалова
- «Экспонаты», роль — Черновицкий, постановка Алексея Жирякова
- «Человек из Подольска» — роль — 1-й полицейский, постановка Михаила Угарова и Игоря Стама.

### Режиссёрские работы
- Спектакль «Кто любит Панкратова?»
- Спектакль «Кастинг» в Театр.doc
- Спектакль «Актёры» в Театр.doc
- Спектакль «Аляска», в Театр.doc, совместно с Михаилом Угаровым
- Спектакль «Человек из Подольска», в Театр.doc, совместно с Михаилом Угаровым
- Главная роль в спектакле по пьесе А. Н. Островского «Тушино» в Московском государственно-историко-этнографическом театре
- Спектакль «Путь к сердцу» по пьесе Дмитрия Данилова в Театр.doc (режиссёр и единственный актёр постановки)

## Фильмография
1. 2003—2004 — Бедная Настя — эпизод
2. 2005 — Чёрная богиня — Валентин Жуков
3. 2005 — 2006 — Люба, дети и завод — Миша, старший сын Любови Орловой
4. 2006 — Гонка за счастьем — Богдан, сын Марии
5. 2008 — 2009 — Любовь на районе — Костик
6. 2008 — Сердцеедки — Никита Вольский
7. 2008 — Дом образцового содержания — Митя Мирский
8. 2008 — Судебная колонка — Егор Бондарев
9. 2010 — Любовь на районе 2 — Костик
10. 2011 — Пятницкий — Константин Щукин, капитан юстиции, следователь ОВД «Пятницкий»
11. 2011 — Загадка для Веры — Максим
12. 2011 — Цвет черёмухи — Антон
13. 2012 — Без срока давности (5-я серия «Капитан») — Борис Чурсин, младший сержант милиции
14. 2012 — Карпов — Константин Щукин, следователь ОВД «Пятницкий»
15. 2012 — Пятницкий. Глава вторая. — Константин Щукин, капитан/майор юстиции, следователь/начальник СО
16. 2012 — Страна 03 — Андрей Каратаев, врач скорой помощи
17. 2013 — Пятницкий. Глава третья. — Константин Щукин, майор юстиции, начальник СО
18. 2013 — Тайны института благородных девиц — Родион Муромцев, капитан
19. 2014 — Пропавшие без вести — капитан Никита Верховцев
20. 2014 — Пятницкий. Глава четвертая. — Константин Щукин, майор юстиции/полиции, начальник СО/начальник отдела дознания
21. 2016 — Все по закону — военный следователь Алексей Табашников
22. 2016 — Район тьмы. Хроники повседневного зла — Паша
23. 2017 — Высокие отношения — Роман Зарубеев, скалолаз/ главная роль
24. 2017 — Бесстыдники — Артём, любовник Кати
25. 2018 — Кастинг — X. Режиссёрский дебют в кино.
26. 2020 — Агентство О.К.О. — Никита Кирсанов
27. 2021 — Регби — участковый
28. 2022 — СпецБат — Сергей Чертанов